# 柏林艺术学院

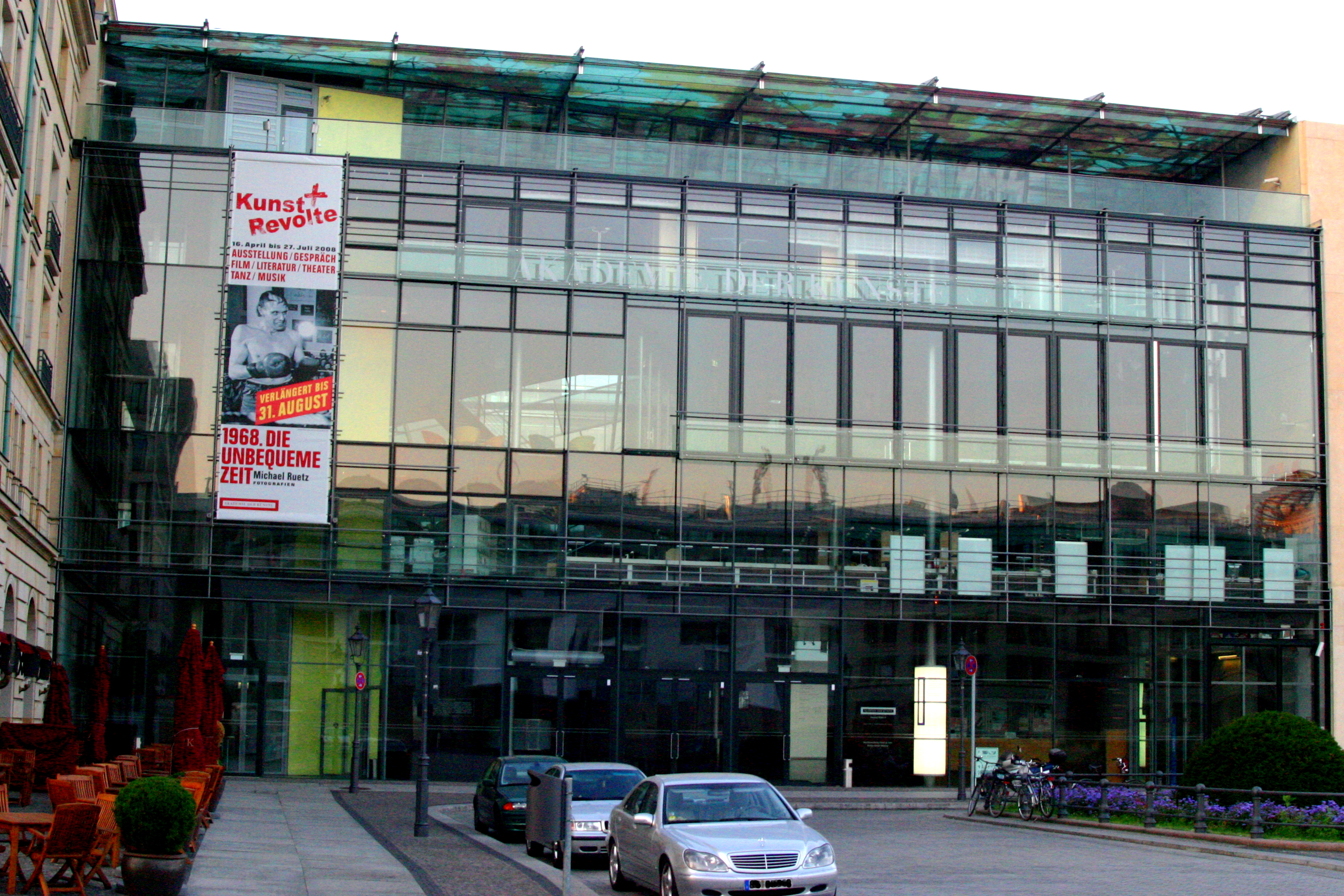
柏林艺术学院

柏林艺术学院（德语：Akademie der Künste Berlin）是德国柏林的一个艺术机构，最早由勃兰登堡选帝侯腓特烈一世创立于1696年，原名普鲁士艺术学院。其学术部分后来发展为今天的柏林艺术大学。艺术学院今天保留了政府顾问委员会性质，包括美术、建筑、音乐、文学、视觉艺术、电影几个部门。
今天的艺术学院建筑位于市中心巴黎广场4号，2005年开放，建筑师甘特·班尼奇（Günter Behnisch）。